# 山下茂
山下 茂（やました しげる、1937年（昭和12年）1月1日 - 2021年（令和3年）12月10日）は、日本の政治家。宮崎県串間市長。

## 来歴
宮崎県出身。宮崎県立福島高等学校卒。1963年から串間市議会議員を3期務める。1975年から宮崎県議会議員を2期務める。1986年から串間市長を1期務め、1992年に串間市長に復帰した。1996年に再選。市長を2000年まで務めた。2021年死去。

## 栄典
- 2008年 - 旭日中綬章[4]